# Midland Racing Team
Das Midland Racing Team war ein Schweizer Motorsportrennstall, der in den 1960er- und 1970er-Jahren vereinzelt an Formel-2-Rennen teilnahm. Midland erzielte nur geringe Erfolge und beendete sein Formel-2-Engagement 1971, nachdem das einzige Auto des Teams im Fahrerlager einer italienischen Rennstrecke gestohlen worden war.

## Teamgeschichte
Inhaber von Midland Racing war der 1940 in Horw geborene Schweizer Rennfahrer Bruno Frey. Frey unterhielt in Horw eine Automobilwerkstatt und besass zeitweise mehrere Rennwagen überwiegend britischer Herkunft. 
Von 1967 bis 1971 meldete Frey sein Team zu einer Reihe von Formel-2-Rennen. Eine kontinuierliche Teilnahme an den Läufen der Formel-2-Europameisterschaft gab es nicht. Frey beschränkte sich überwiegend auf Rennen in Süddeutschland und Österreich; nur vereinzelt erschien das Team bei Veranstaltungen in Frankreich, Grossbritannien oder Italien. Abgesehen von einigen Läufen, die zur Meisterschaft zählten, nahm Midland Racing auch an einigen meisterschaftsfreien Rennen teil. Fahrer der von Midland Racing eingesetzten Rennen war überwiegend Frey selbst; daneben traten bei einzelnen Rennen auch die Schweizer Bernhard Baur, Paul Blum, Rudi Gygax und Walter Habegger an. 
Bruno Frey nahm später regelmässig an Bergrennen teil.

## Midland Racing bei Formel-2-Rennen

### 1967

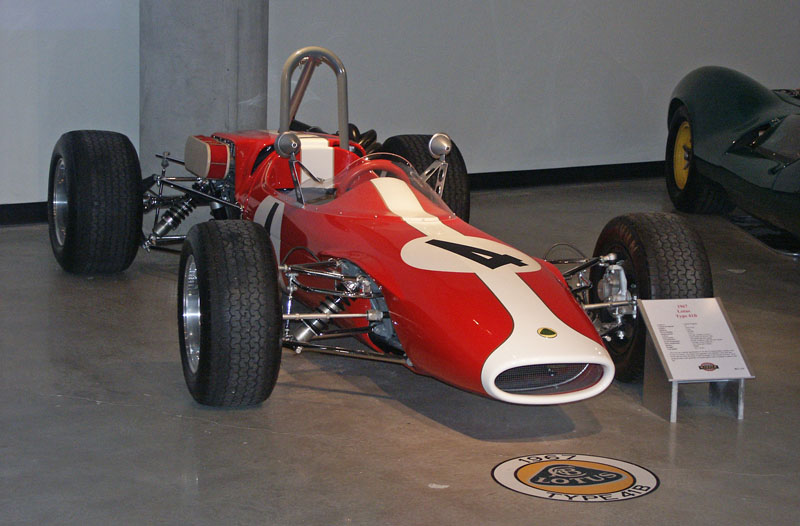
Lotus 41

Midland Racing debütierte mit drei Autos beim vierten Lauf der Formel-2-Europameisterschaft 1967, der Deutschland-Trophäe auf dem Hockenheimring. Habegger (Lotus 41C), Frey (Brabham BT16) und Blum (Brabham BT10) beendeten das Rennen, das Frank Gardner für das Brabham-Werksteam gewann, auf den acht, neun und zehn. Eine Woche später beim fünften Meisterschaftslauf im österreichischen Tulln-Langenlebarn erschien das Team in gleicher Besetzung, allerdings fuhr Frey hier einen neueren Brabham BT18. Hier kam nur Habegger ins Ziel; er lag auf Rang 12. Weitere Formel-2-Rennen absolvierte Midland 1967 nicht.

### 1968
In der Formel-2-Saison 1968 erzielte Midland Racing nur eine Zielankunft. Zum Auftaktrennen auf dem Hockenheimring meldete sich nur Frey für das Team. Am Rennen nahm er nicht teil, weil er vor dem Start seinen Lotus 41C an den unter eigenem Namen startenden Walter Habegger abgetreten hatte, dessen Brabham BT23 infolge eines technischen Defekts nicht einsatzbereit war. Der zweite Meisterschaftslauf des Jahres fand auf dem britischen Thruxton Circuit statt. Fry meldete sich und ging auch an den Start, allerdings fiel er nach einem Defekt der Benzineinspritzung vorzeitig aus. Im weiteren Verlauf des Frühjahrs erschien Frey für Midland Racing beim Rhein-Pokalrennen auf dem Hockenheimring und bei der Lotteria di Monza in Norditalien. Beide Rennen zählten nicht zur Formel-2-Europameisterschaft. Frey verpasste mit seinem veralteten Lotus bei beiden Veranstaltungen die Qualifikation. Midlands letztes Formel-2-Rennen des Jahres war der ADAC Preis von Baden-Württemberg auf dem Hockenheimring. Frey schied erneut infolge von Problemen mit der Benzinversorgung aus, während Paul Blum, der einen Brabham BT18 einsetzte, als 13. ins Ziel kam. Er hatte acht Runden Rückstand auf den Sieger Ernesto Brambilla im Werks-Ferrari und war Letzter der Wertung.

### 1969
Zu Beginn der Formel-2-Saison 1969 wechselte Frey auf einen neueren Rennwagen des italienischen Herstellers Tecno, der allerdings keine Verbesserung der Rennergebnisse brachte. Frey erschien mit diesem Wagen erstmals bei der Deutschland-Trophäe auf dem Hockenheimring, wo er als 12. ins Ziel kam. Der einzige weitere Meisterschaftslauf, an dem er in diesem Jahr teilnahm, war der Gran Premio di Roma, bei dem er wegen zu geringer Renndistanz nicht gewertet wurde. Daneben stellte Midland Racing zu den nicht zur Europameisterschaft zählenden Rennen in Reims-Gueux (Grand Prix de Reims) und München (Flughafenrennen München-Neubiberg) für Bernhard Baur und Rudi Gygax zwei Tecno-Autos zur Verfügung, die jeweils nach Formel-3-Konfiguaration aufgebaut waren.

### 1970
1970 meldete Midland Racing den Tecno 69 für Frey zu zwei Meisterschaftsläufen. Bei der Deutschland-Trophäe auf dem Hockenheimring war er zwar qualifiziert, legte aber keine vollständige Rennrunde zurück. Bei dem an gleicher Stelle stattfindenden achten Meisterschaftslauf, den Preis von Baden-Württemberg und Hessen, kam Frey mit vier Runden Rückstand als 13. und Letzter ins Ziel. Zwei nicht zur Meisterschaft zählende Rennen auf dem Hockenheimring (Rhein-Pokalrennen) bzw. dem Salzburgring (Festspielpreis der Stadt Salzburg) beendete er auf den Plätzen 17 bzw. 10. Frey erschien schließlich auch bei dem meisterschaftsfreien Großen Preis von Israel in Ashkelon, der letztlich aus Sicherheitsgründen abgesagt wurde.

### 1971
In der Saison 1971 meldete sich Midland Racing zu allen Meisterschaftsläufen in Europa; tatsächlich trat es aber in diesem Jahr nur bei drei Rennen an. Das Team setzte einen Chevron B18 mit Cosworth-Motor ein, ein 1970 konstruiertes Auto, das sich konzeptionell nicht auf dem Niveau der Konkurrenzfahrzeuge befand. Beim Saisonauftakt auf dem Hockenheimring (Jim-Clark-Gedächtnisrennen) verpasste Frey die Qualifikation. Beim sechsten Meisterschaftslauf in Rouen (Grand Prix de Rouen-les-Essarts) erschien Midlands Chevron mit dem Franzosen Hervé Bayard, der die Qualifikation verpasste. Die letzte Meldung Midlands bei einem Formel-2-Rennen erfolgte zum Gran Premio Città di Imola 1971, der am 25. Juli auf dem Autodromo Enzo e Dino Ferrari stattfand. Frey qualifizierte sich im Chevron für das Rennen, konnte an der Veranstaltung aber nicht teilnehmen, weil sein Wagen vor Rennbeginn im Fahrerlager gestohlen worden war und unauffindbar blieb. Danach stellte Midland Racing die Teilnahme an Formel-2-Rennen ein.